# Antonio Molina (componist)
Antonio J. Molina (Manilla, 25 december 1894 - 29 januari 1980) was een Filipijns componist en dirigent. Hij wordt samen met Nicanor Abelardo en Francisco Santiago gerekend tot het driemanschap dat ervoor zorgde de Filipijnse muziek het niveau van volksmuziek ontsteeg. Molina werd in 1973 uitgeroepen tot Nationaal kunstenaar van de Filipijnen.

## Biografie
Antonio Molina werd geboren in het district Quiapo in de Filipijnse hoofdstad Manilla. Hij was de zoon van een invloedrijke Spaanse overheidsdienaar, de oprichter van het Molina Orchestra. Antonio kreeg les in Solfège en het bespelen van de viool. Later speelde hij cello in zijn vaders orkest. Molina studeerde in 1909 af aan het Colegio de San Juan de Letran. In 1923 behaalde hij zijn onderwijzersdiploma aan de University of the Philippines (UP). Aansluitend werkte hij een jaar als solist, dirigent en componist in Hanoi in Frans-Indochina.
Terug in de Filipijnen doceerde hij muziek aan de UP. Tijdens de Tweede Wereldoorlog gaf hij les aan St. Luke's Nursing School. Na de oorlog was hij werkzaam aan de University of Santo Tomas, waar hij lesgaf aan veel van 's lands musici en componisten, zoals Lucrecia Kasilag en Felipe de Leon. Van 1943 tot zijn pensioen in 1970 was hij muzikaal directeur van de Centro Escolar University. Ook dirigeerde hij de Montserrat Philharmonic Band en de Yellow Taxi Orchestra and Rondalla. Daarnaast componeerde hij meer dan 500 muziekstukken. Het merendeel was gebaseerd op literaire werken. Hij was de eerste componist die op Malacanang Palace werd uitgenodigd om zijn eigen muziek te komen uitvoeren. Molina ontving in 1965 en in 1972 een Republic Cultural Heritage Award en werd in 1973 door president Ferdinand Marcos uitgeroepen tot Nationaal kunstenaar van de Filipijnen.